# Partito Popolare Francese
Il Partito Popolare Francese (in francese Parti Populaire Français) è stato un partito politico fascista francese guidato da Jacques Doriot, prima e durante la Seconda guerra mondiale.

## Formazione e primi anni
Il primo nucleo fu costituito il 28 giugno 1936, da Doriot ed un certo numero di compagni (tra cui Henri Barbé e Paul Marion) che si erano portati verso il fascismo in opposizione alla politica del Fronte Popolare. Il PPF è inizialmente incentrato intorno alla città di Saint-Denis sur Seine, di cui è stato sindaco Doriot (come comunista) dal 1930 al 1934, ed ha raccolto il suo sostegno da parte della popolazione operaia nella zona. Sebbene non dichiaratamente fascista in quel momento, il PPF ne aveva già adottato molti aspetti ideoligici ed iconografici, attirando i consensi dei nazionalisti: raggruppava, infatti, tra le sue file ex membri di gruppi come Action Française, Jeunesses Patriotes, Croix de Feu e Solidarité Française. Il partito ha tenuto una serie di grandi manifestazioni dopo la sua formazione ed ha adottato come contrassegno una croce celtica rossa, bianca e blu. I suoi membri indossavano magliette blu lucente, pantaloni blu scuro, berretti e bracciali recanti il simbolo del partito come uniforme, benché questa non è mai stata onnipresente, in confronto ad altri movimenti di estrema destra dell'epoca.
Nonostante le origini comuniste della sua leadership (che ha mantenuto il nome Politburo), il partito è stato virulentemente antimarxista. Atti di violenza fisica da parte dei membri del PPF (in particolare l'ala paramilitare del PPF, il Servizio d'ordine) contro il Partito Comunista e di altri militanti percepiti come nemici non sono stati rari. Il PPF, nella sua fase iniziale, è stato economicamente populista e anti-capitalista. Si è avvicinato al capitalismo nel 1937, quando Doirot fu abbandonato dal suo tradizionale elettorato, perse la maggioranza alle elezioni a Saint-Denis, ed iniziò a ricevere un sostegno finanziario da diversi leader del mondo dell'economia e della finanza, come ad esempio il General Manager del Banco Worms, Gabriel-Leroy Ladurie. Doriot propose al colonnello François de La Rocque di unire il suo Partito Sociale Francese con il PPF, in modo da formare un'alleanza anti-comunista chiamata il Fronte della Libertà, ma La Rocque, che era conservatore ma non fascista, respinse la proposta. Quello stesso anno, il PPF chiese sostegno all'Italia. Secondo il diario privato del conte Galeazzo Ciano (Ministro degli Affari Esteri e genero di Benito Mussolini): «Il braccio destro di Doriot mi ha chiesto di continuare a pagare le sovvenzioni e fornire armi. Egli prevede un inverno pieno di conflitti». Ciano versò 300 000 franchi a Victor Arrighi, capo della sezione del PPF di Algeri.
Questi fondi erogati dal governo italiano e diversi altri interessi commerciali sono stati utilizzati per l'acquisto di un certo numero di giornali, tra cui La Liberté, che divenne l'organo ufficiale del partito. Più tardi, quando la base di finanziamento del PPF si spostò verso le grandi imprese, esso divenne sempre più pro-capitalista. Nel tempo, quando il regime nazista iniziò a sovvenire con una quota maggiore di fondi al PPF, questo s'impegnò nella difesa del corporativismo, e strinse più stretti legami con la Germania nazista e l'Italia fascista in una grande alleanza contro l'Unione Sovietica.

## Ideologia e fascismo del PPF

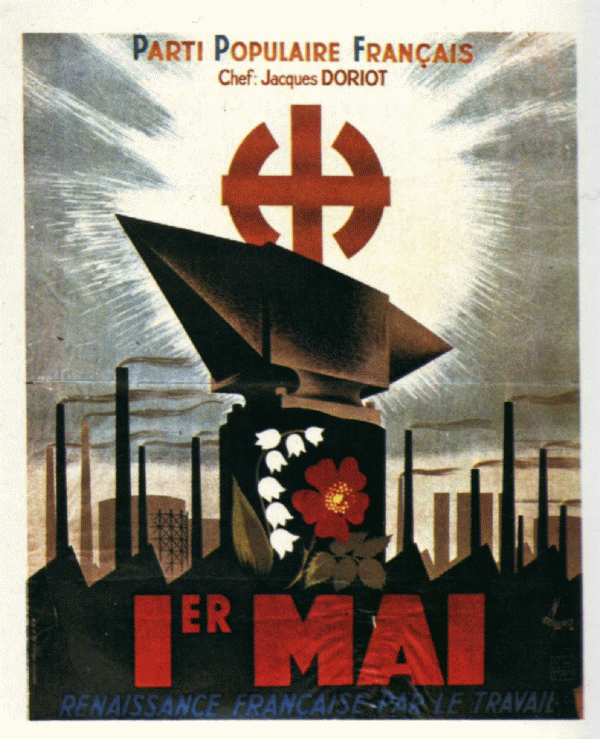
Manifesto del PPF.

L'ardente volontà di collaborazione da parte del PPF con la Germania nazista, è stata accompagnata, piuttosto incoerentemente, con la retorica nazionalistica. Ai membri del PPF era richiesto di prestare il seguente giuramento:
L'orientamento del PPF è generalmente considerato come fascista nella sua parte ideologica, mentre nell'estetica più vicino al nazismo. Il partito ha denunciato il parlamentarismo ed ha cercato di abolire la democrazia, per restaurare una società francese secondo le proprie credenze totalitarie. Si è opposto con veemenza sia al comunismo che al capitalismo e ha anche voluto liberarsi della massoneria che lo osteggiava molto (come anche la maggior parte degli altri gruppi fascisti del tempo). Il PPF ha criticato la supremazia del razionalismo nella politica e concepito un'attività politica dettata da emozione e volontà, anziché segnata da ambizioni carrieristiche. Intellettuali spesso considerati come fascisti, in particolare Pierre Drieu La Rochelle, Ramón Fernandez, Alexis Carrel, Paolo Chack, Bertrand de Jouvenel, sono stati in diversi momenti membri del PPF. Oltre a ciò il PPF sembrò mostrare segnali antisemiti smentiti, dalla presenza di un ebreo, come Alexandre Abremski e la possibilità di sedersi nel Politburo fino alla sua morte nel 1938. Nel 1936 Doriot dichiarò: «Il nostro partito non è antisemita. È un grande partito nazionalista che ha cose migliori da fare che combattere gli ebrei».

## Il PPF durante il Regime di Vichy
Dopo la sconfitta della Francia nella Battaglia di Francia e la creazione del regime di Philippe Pétain a Vichy, il PPF ricevette un sostegno supplementare dalla Germania ed aumentò le sue attività. Il Dipartimento di Stato statunitense lo posizionò erroneamente in un elenco di organizzazioni sotto il controllo diretto del regime nazista. Il PPF in Parlamento prese posizione alla destra di Philippe Pétain, criticando il regime per essere troppo moderato, sostenendo la necessità di una più stretta collaborazione sia militare, sia di altro tipo con la Germania (come ad esempio l'invio di truppe al fronte russo), ed il rimodellamento del governo francese e delle sue politiche razziali, direttamente su quello della Germania nazista. Il PPF posizionò sempre più il concetto di antisemitismo al centro della propria ideologia, collaborando con unità della Gestapo e con la Milizia, la forza di polizia segreta francese comandata dal membro del PPF Joseph Darnand, in violenti rastrellamenti di ebrei per la deportazione nei campi di concentramento. Le forze paramilitari del PPF parteciparono a pestaggi, torture, assassini ed esecuzioni sommarie di ebrei e nemici politici dei nazisti. Per questo, i tedeschi concessero loro il diritto di prendere possesso dei beni, anche immobili, degli ebrei che arrestavano.
Pierre Laval, dopo essere asceso alla guida del governo il 18 aprile 1942, richiese che la Germania nazista gli permettesse di fondere il PPF, per farlo entrare tra i propri sostenitori, ma i nazisti negarono tale richiesta. Tuttavia, dato che Laval aveva spostato la Francia più vicino al regime nazista, il PPF e la sua azione a sostegno di una maggiore collaborazione erano divenuti meno utili per la Germania. Di conseguenza, il PPF venne politicamente emarginato ed il suo ruolo di critica al regime di Vichy diminuì, senza tuttavia cessare completamente. Alla fine della guerra il PPF aveva praticamente cessato di funzionare come partito politico, e l'attività dei suoi leader e di molti dei suoi membri era più direttamente volta alla partecipazione nello sforzo della guerra nazista.
Nel 1941, Doriot esortò i membri del PPF ad aderire all'appena costituita Legione dei Volontari Francesi (LVF) per la lotta sul fronte orientale. Il rendimento dell'unità fu tuttavia scarso e l'anno successivo fu destinata ad operazioni anti-partigiane in Bielorussia. Nel 1944 la LVF, insieme alle unità Waffen-SS Französische, SS-Freiwilligen-Grenadier-Regiment (Waffen-SS Francese, SS-Reggimento Granatieri Volontario) e collaboratori francesi in fuga dall'avanzata alleata in Occidente furono fusi nella famosa Waffen-Grenadier-Brigata der SS "Charlemagne". Nel febbraio 1945 l'unità fu ufficialmente promossa a divisione e rinominata 33. Waffen-Grenadier-Division der SS Charlemagne.
Il 5 luglio 1943 il partito viene sciolto e Doriot si trasferisce in Germania, dove tenta di assumere il comando del Governo Francese in esilio. Il PPF di Doriot si stabilì a Mainau, fondò una stazione radio a Bad-Mergentheim e cominciò a pubblicare il proprio giornale, Le Petit Parisien. Il PPF era anche coinvolto in azioni di sabotaggio e di intelligence, fornendo volontari che i tedeschi lanciavano col paracadute sulla Francia liberata. Il 22 febbraio 1945 Doriot, vestito nella sua uniforme SS e trasportato su una macchina da ufficiale nazista, fu ucciso dagli Alleati vicino a Mengen, nella Großdeutschland, mentre si recava da Mainau a Sigmaringen. Il PPF non sopravvisse alla morte del suo leader, e non si tentò mai di riesumarlo nella Francia del dopoguerra.

## Membri
- Alexis Carrel
- Henry Coston
- Pierre-Antoine Cousteau
- Jacques Doriot
- Pierre Drieu La Rochelle
- Pierre Garat
- Jean Hérold-Paquis
- Bertrand de Jouvenel
- Paul Marion
- Jacques Ploncard d'Assac
- Pierre Pucheu
- Simon Sabiani